# Гондурас на летних Олимпийских играх 1984
Гондурас принимал участие в Летних Олимпийских играх 1984 года в Лос-Анджелесе (США) в третий раз за свою историю, но не завоевал ни одной медали. Сборная страны состояла из 10 спортсменов (7 мужчин, 3 женщины). Мария Лардисабаль стала первой женщиной, представлявшей Гондурас на Олимпийских играх.